# جسم الطائرة

رسم لجسم طائرة ملون بالبني.

جسم الطائرة (ملاحظة 1) هو المقطع الرئيسي لهيكل الطائرة، وعلى جانبيه يمتد جناحا الطائرة ويتصل ذيل الطائرة بمؤخرته.
توجد قمرة قيادة الطائرة وحمولتها من الركاب أو البضاعة في جسم الطائرة الأساسي.